# Dasornis emuinus
Dasornis emuinus — викопний вид морських птахів вимерлої родини костезубих (Pelagornithidae), що існував у ранньому еоцені (50 млн років тому). Рештки птаха знайдені у відкладеннях формації Лондон Клей в Англії.

## Опис
Це був великий морський птах. Розмах крил сягав понад 5 м. Череп завдовжки 45 см, очне яблуко діаметром 55 мм. У дзьобі були численні зубоподібні вирости, завдяки яким птах міг втримувати слизьку здобич, таку як риба або кальмари.